# Microcebus berthae
Microcebus berthae là một loài động vật có vú trong họ Cheirogaleidae, bộ Linh trưởng. Loài này được Rasoloarison, Goodman & Ganzhorn mô tả năm 2000.

## Hình ảnh

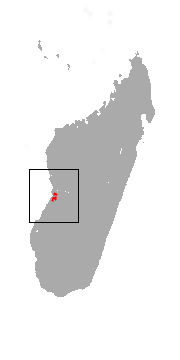